# Liz Johnson Artur
Liz Johnson Artur est une photographe d'origines russo-ghanéenne née en 1964 en Bulgarie.
Elle est connue pour son travail de documentation de la diaspora africaine dans le monde, réuni sous ce qu'elle nomme Black Balloon Archive.
En 2021, elle reçoit le prix Women In Motion pour la photographie aux Rencontres de la photographie d'Arles, qui récompense l'ensemble de sa carrière.
Elle est basée à Londres, au Royaume-Uni.

## Biographie
Liz Johnson Artur est née en 1964 en Bulgarie d'une mère russe et d'un père ghanéen,. Élevée par sa mère, elle grandit entre Londres, l'Allemagne de l’Est et l'Allemagne de l’Ouest.  
En 2016, elle publie une monographie aux éditions Bierke Verlag. L'ouvrage et sélectionné par le New York Times parmi les meilleurs livres de photo de l'année. Elle commence à présenter ses Black Balloon Archive lors d'expositions collectives, notamment à la Photographers’ Gallery, à la 10e Biennale de Berlin en 2018 et aux Serpentine Galleries à Londres avec A Time for New Dreams de Grace Wales Bonner en 2019,.
En 2019, le Brooklyn Museum accueille sa première exposition personnelle. Intitulée Dusha, qui signifie « âme » en russe, elle présente une sélection de 75 œuvres photographiques mais aussi des croquis, des vidéos et une installation sonore. Presque simultanément, la South London Gallery de Londres expose ses œuvres avec If you know the beginning, the end is no trouble. En 2021, c'est au tour du Foam à Amsterdam d'accueillir son travail avec Of life of love of sex of movement of hope.
En 2021, elle reçoit le prix Women In Motion pour la photographie aux Rencontres de la photographie d'Arles, qui récompense l'ensemble de sa carrière. Elle succède à Susan Meiselas et Sabine Weiss.

## Expositions majeures
- 2019 : Liz Johnson Artur: Dusha, Brooklyn Museum à New-York[9]
- 2019 : Liz Johnson Artur: If you know the beginning, the end is no trouble, South London Gallery à Londres[10]
- 2021 : Liz Johnson Artur: of life of love of sex of movement of hope, Foam à Amsterdam[11]

## Distinctions
- 2021 : prix Kering Women In Motion, Rencontres de la photographie d'Arles